# RKHV Union
Maillots
Le RKHV Union est un club de hockey sur gazon néerlandais basé à Nimègue. L'association a été fondée en 1932. Les hommes et les femmes de l'Union jouent tous les deux dans la Overgangsklasse hockey.

## Historique
Union est une association statutaire de Nimègue qui joue sur le territoire de la commune voisine de Heumen. Afin de rejoindre le KNHB, le club s'est officiellement séparé du R.K. L'association sportive Union qui a été fondée en 1914 à l'école St. Joseph sur la Hertogstraat et au Nijmegen Canisius College s'est concrétisée pour ses étudiants externes, qui n'étaient pas à l'internat, pour qu'ils fassent du sport. Cette grande Union comprenait également un département football, l'actuelle VV Union, un département tennis, l'actuelle Union Lawn and Tennis Association Union et il y avait aussi fait au cricket. Au début, ils ont joué au Groenewoudseweg, où l'on jouait également au football, et à partir de 1934 au Driehuizerweg, l'emplacement de l'actuel Centre sportif universitaire. En 1950, le Canisius College a acheté le site De Kluis pour les clubs de football et de hockey parce que la municipalité de Nimègue voulait utiliser le site sur Groenewoudseweg et le site université sur Driehuizerweg. À la fin de la Seconde Guerre mondiale, le nouveau site avait été utilisé comme un britannique aéroport temporaire piste d'atterrissage De Kluis, du nom d'une ancienne ferme à cet endroit. En 1952 le complexe a été mis en service.

## Images

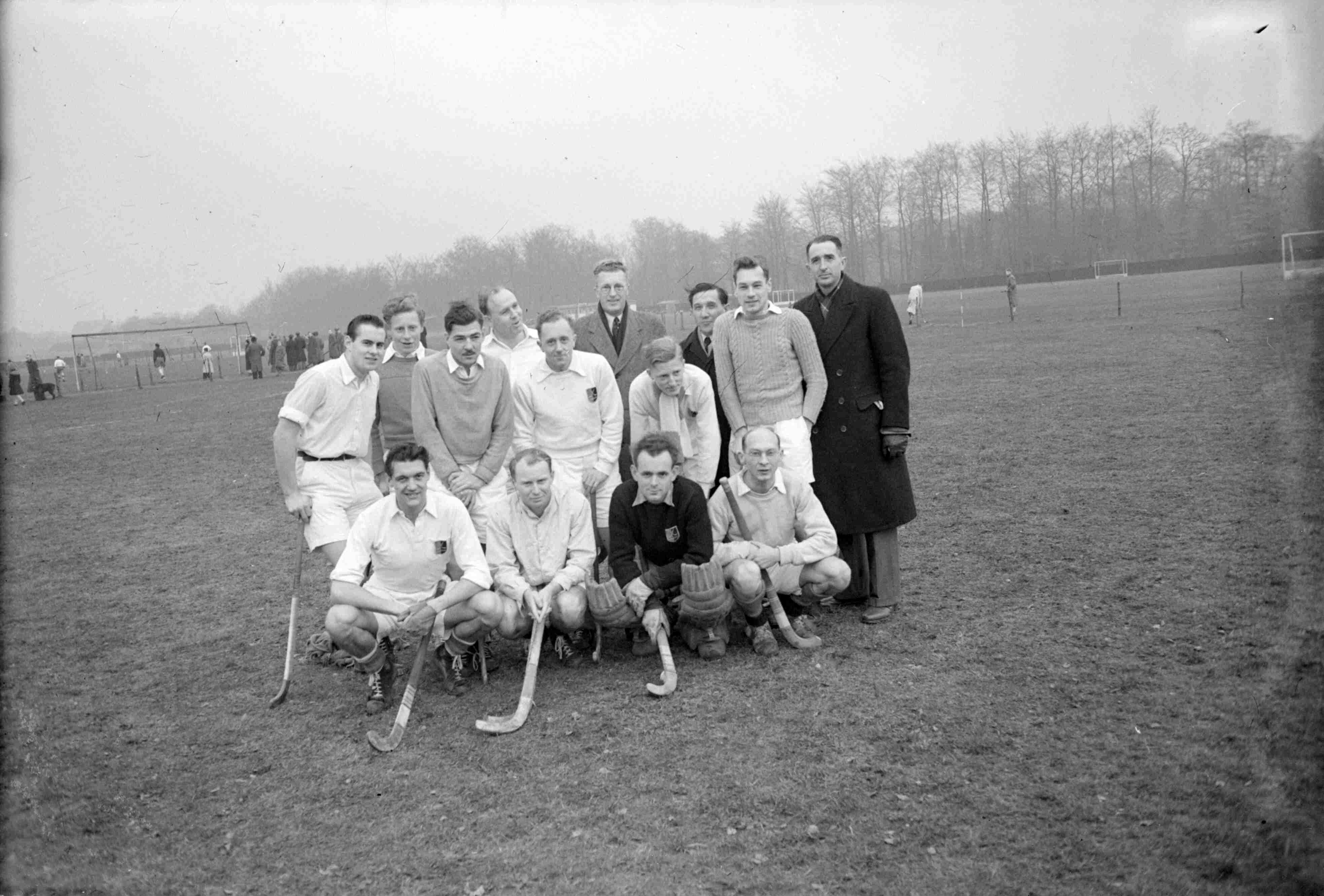
Herenteam (1951)
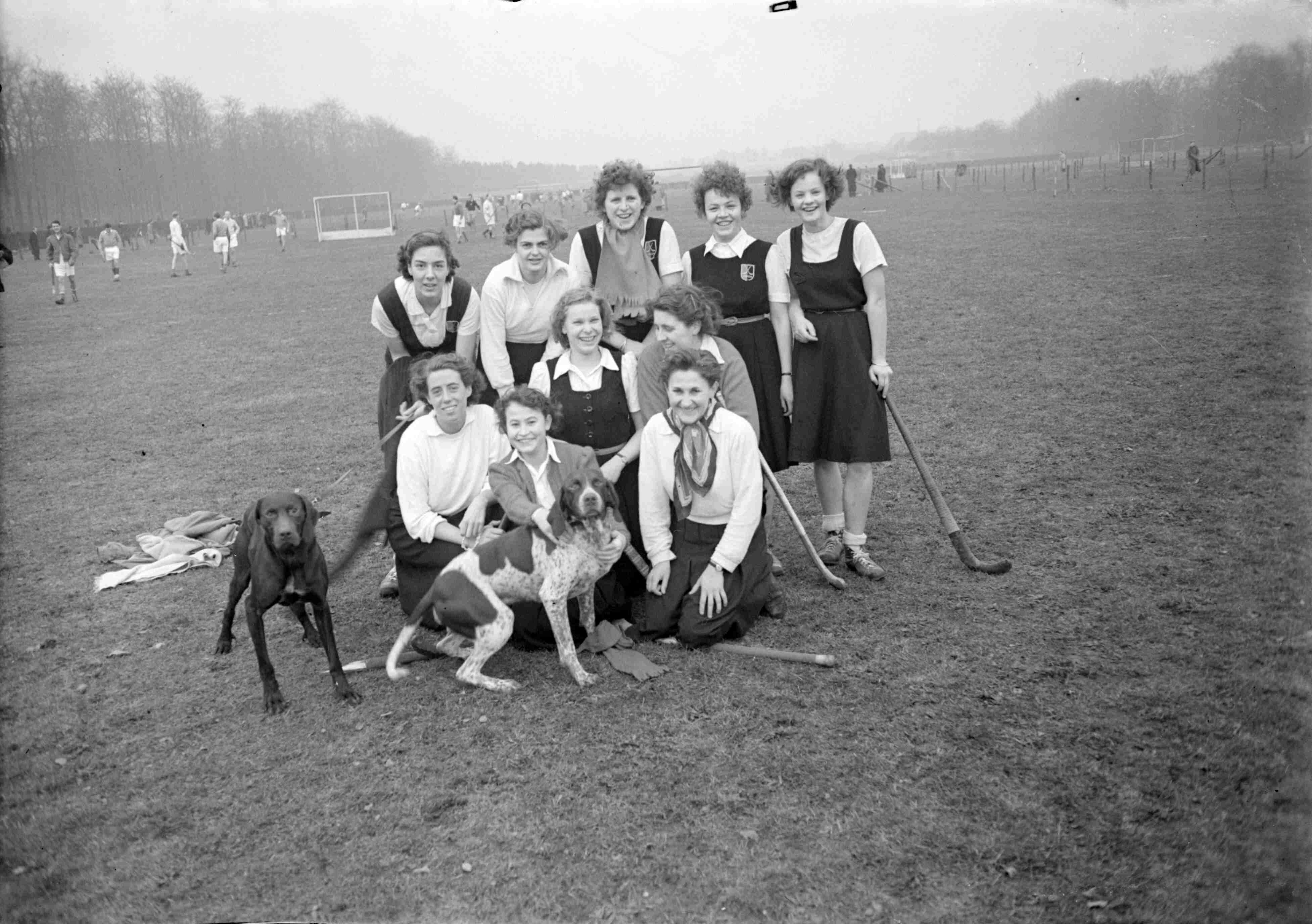
Damesteam (1951)
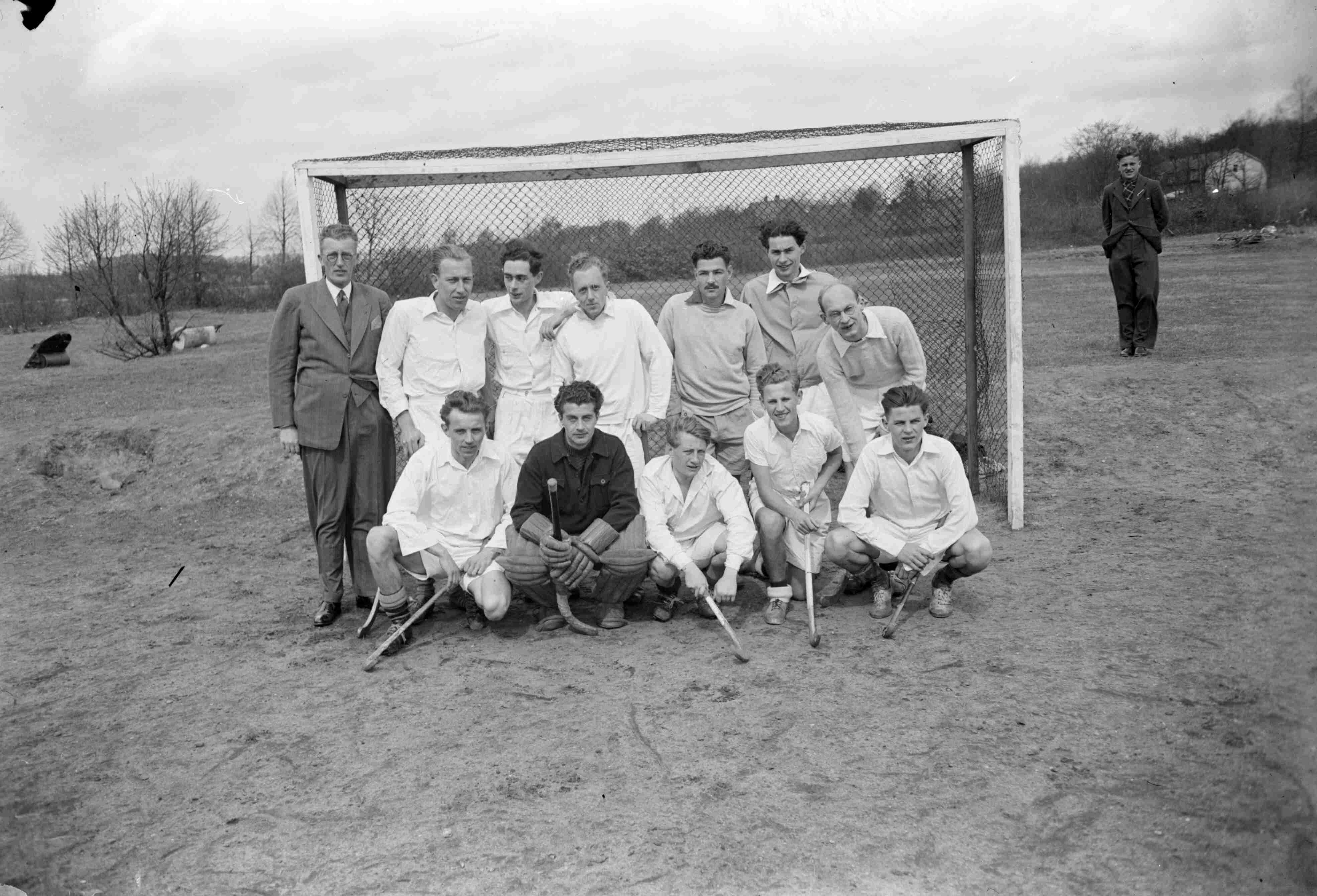
Herenteam (1948)